# 新波特蘭 (緬因州)
新波特蘭（英語：New Portland）是一個位於美國緬因州薩默塞特縣的鎮。

## 人口
根據2020年美國人口普查的數據，新波特蘭的面積為114.56平方千米，當中陸地面積為113.65平方千米，而水域面積為0.91平方千米。當地共有人口765人，而人口密度為每平方千米7人。